# Jan Marceli Gutkowski
Jan Marceli Gutkowski OP (ur. 27 maja 1776 w Witkowie, zm. 3 października 1863 we Lwowie) – polski duchowny rzymskokatolicki, dominikanin, scholastyk kapituły katedralnej płockiej, kapelan wojsk napoleońskich i kapelan starszy Wojska Polskiego Królestwa Kongresowego sprzeciwiający się wybuchowi powstania listopadowego.
Pierwsze nauki pobierał w szkołach w Płocku, tamże wstąpił do klasztoru dominikanów i złożył profesję zakonną. Studia filozoficzno-teologiczne odbył w Warszawie, gdzie w 1799 roku przyjął święcenia prezbiteratu. Niedługo potem został przeorem klasztoru dominikanów we Wrocławiu, gdzie pełnił również funkcję kaznodziei i profesora teologii. W 1807 roku został kapelanem armii Księstwa Warszawskiego, a w latach 1812-1815 przebywał w niewoli rosyjskiej. 
W roku szkolnym 1819/1820 był profesorem religii i moralności w Szkole Wojskowej Aplikacyjnej w Warszawie, a następnie kapelanem Pułku Strzelców Konnych Gwardii. Od 1827 roku senator Królestwa Polskiego, skreślony z listy senatorów przez sejm powstania listopadowego 20 lipca 1831 roku.
W 1826 roku mianowany biskupem janowskim. Konsekrowany 1 października tego roku. W 1828 roku był członkiem Sądu Sejmowego, mającego osądzić osoby oskarżone o zdradę stanu. Potępiał powstanie listopadowe, z własnej inicjatywy wydał 27 listopada 1832 r. list pasterski do wiernych, w którym powstańców nazywał bezbożnikami. Jak pisze Mieczysław Żywczyński: Po zakończeniu wojny polsko-rosyjskiej w r. 1831 Gutkowski stracił do reszty sympatię społeczeństwa polskiego, odzyskał za to i ogromnie powiększył zaufanie do siebie rządu Paskiewicza. Okazał się najlojalniejszym z biskupów, Mikołajowi I najwierniejszym. Liczył, że przychylność władz rosyjskich zapewni mu nominację na biskupstwo warszawskie. Gdy zawiódł się w swoich oczekiwaniach wystąpił przeciwko władzom rosyjskim i wówczas dał się poznać jako obrońca praw Kościoła – sprzeciwiał się konfiskacie majątków kościelnych, chociaż wcześniej sam, przy biernej postawie administracji państwowej, przejął majątek bartolomitów w Węgrowie i zlikwidował ich tamtejsza prepozyturę. Aresztowany w kwietniu 1840 roku, zrzekł się biskupstwa w 1842 roku za radą papieża Grzegorza XVI i od 1843 roku zamieszkał we Lwowie. W 1856 roku mianowany tytularnym arcybiskupem marcjanopolitańskim. Doktor honoris causa teologii Uniwersytetu Jagiellońskiego.

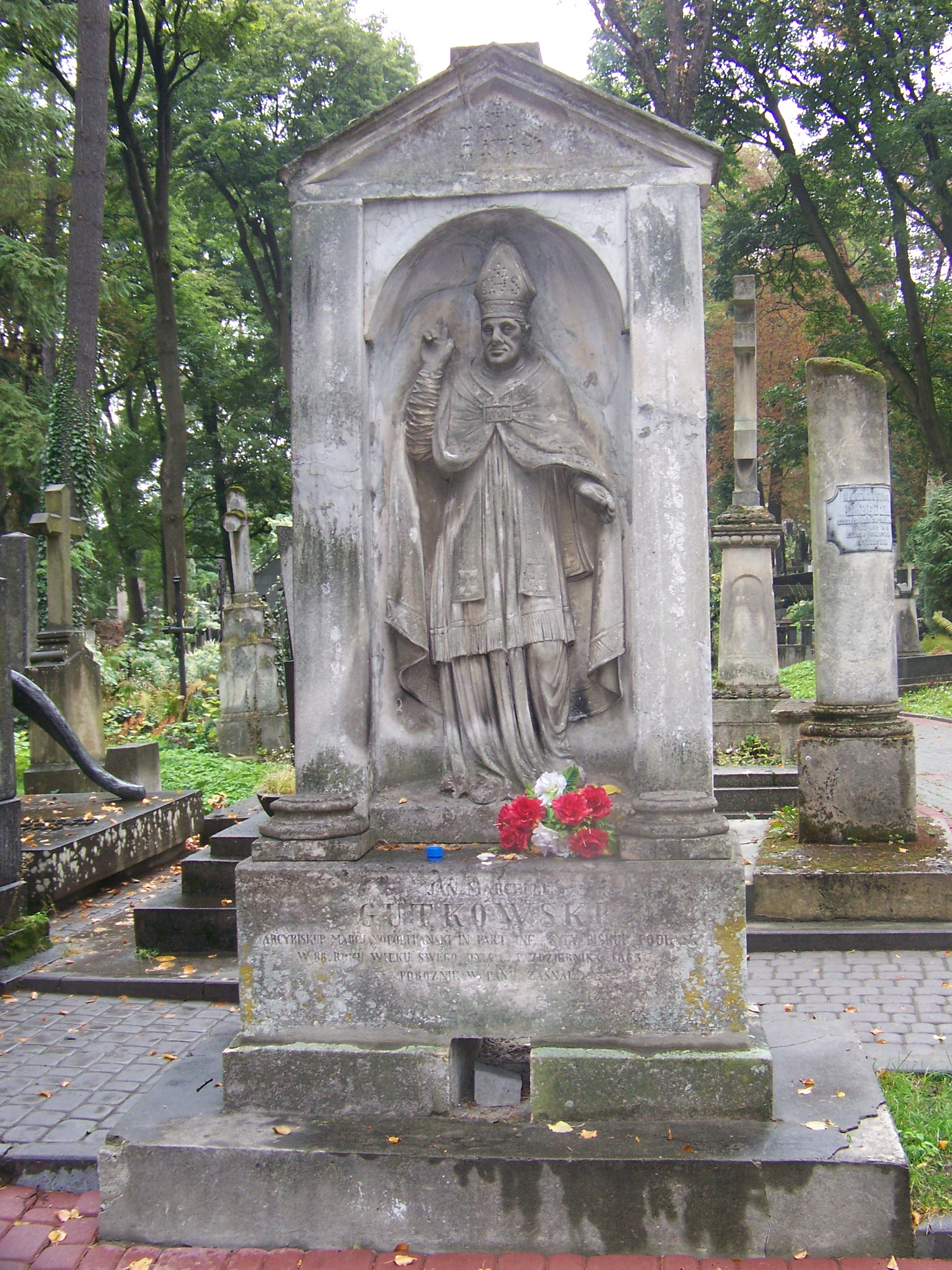
Nagrobek Jana M. Gutkowskiego

Odznaczony Orderem Świętego Stanisława I klasy w 1829.
Został pochowany na Cmentarzu Łyczakowskim we Lwowie (pomnik nagrobny wykonał Paweł Eutele).